# クロガケジグモ
クロガケジグモ（黒崖地蜘蛛、学名：Badumna insignis）は、クロガケジグモ属のクモである。人家に多く、ぼろ網を張る。クモでは数少ない近年の移入種である。

## 特徴
雌は体長10-15mmほど、全身黒から黒褐色で、毛が密生している。頭胸部は楕円形で幅がやや狭く、胸部が少し幅広くなっている。腹部は卵形に近い楕円形である。腹部背面にわずかに色の薄い斑紋が出ることがある。歩脚はやや長め、やはり黒くて毛が密生している。
雄は体長4.5-10mmと雌よりかなり小さく、スリムな印象。色もほぼ同じだが、腹部の背面の模様がでやすい。幼生では腹部の斑紋がよりはっきりしている例が多い。

## 習性

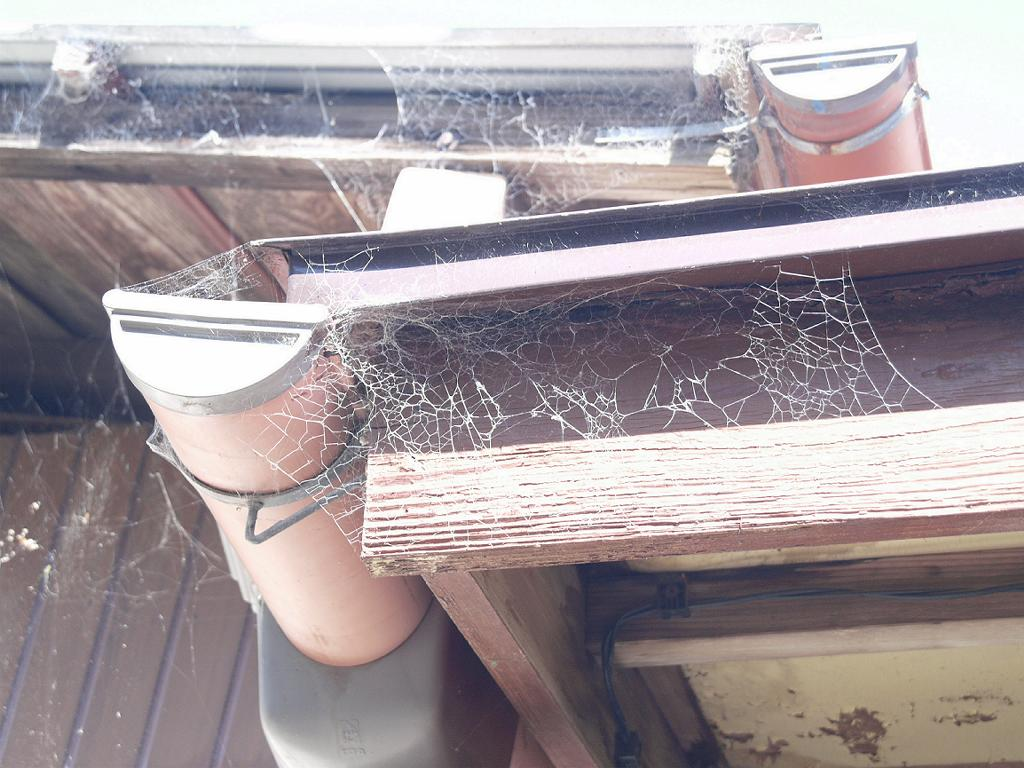
クロガケジグモの網
中央に２つの巣穴が見える

人家の屋根の角や、家具の隅などに巣を作る。巣はトンネル状で、家具や壁の隙間などに入り込むように作られる。巣の入り口から周囲に網を張る。網は全体としては不規則な形の漏斗状で、粗く糸を張っている。中央の巣穴は、複数の入り口をもつことが多い。糸は、不規則ながらも巣穴を中心に放射状に張られた糸の間に、粘着する糸をジグザグに張ったもので、餌の虫はジグザグの糸に粘着する。網は張り替えず、破れたらそこに追加の糸を平行する形で張り、ジグザグの糸をかける。ジグザグの糸は、当初は淡い色でふわふわしているが、次第に白っぽくなる。このようにして、網の形はだんだん混乱し、乱雑になるので、ボロ網と呼ばれることがある。
夜行性で、昼間は巣穴の中にとどまる。夜には巣穴から網に出て姿を見せている。
雌は巣穴の中で産卵し、卵のうは糸で包まれ、巣穴の壁に張り付いた形の半球形である。孵化した子グモはしばらくは雌の巣にとどまり、その後周辺に散って行く。

## 分布
原産地はオーストラリアで、そこでは広く分布している。

## 侵入の過程
このクモは、クモ類にはめずらしい移入種である。1970年代に大阪で発見され、後に奈良でも採集された。人家に生息する、比較的大型の目立つクモでありながら、発見当初は正体不明であった。専門家は日本からアジア近辺の記録を当たったが、該当するものがなく、大変不思議がられた。それが、実はオーストラリア産の種であることが判明、帰化種であることも考えられるようになった。その後、和歌山県南部にも飛び離れて分布していることが判明し、それからは、大阪、奈良からは近畿地方、中部地方南部へと分布が拡大、和歌山県南部からも北上して、本州南西部に分布を広めている。バルーニングを行わず、分布拡大はクモそのものの移動と、人為的な物品移動に伴うものと考えられる。
侵入の経路については判明していない。原産地のオーストラリアにおいても人家に生息する種であり、家具や機械にまぎれて侵入したと見るのはたやすい。しかし、人家に生息するアシダカグモなど、広範囲に分布するものが有史以前の帰化種である可能性があるにせよ、同様な生活をする種であっても、近代になって侵入したことが確かなものはこのクモ以前には他になかった。後に、大阪でセアカゴケグモ騒ぎが起きるまでは、クモ類では唯一の帰化種として扱われていた。
なお、オーストラリアでは広く分布しており、やはり人家によく出現することから、Black house spider（黒家グモ）の名で呼ばれる。

## 近縁種
ガケジグモと呼ばれるクモは、黒っぽいクモで篩板を持ち、いずれも物陰にトンネル状の巣を作り、入り口にぼろ網を張る。かつてはまとめてガケジグモ科（Amaurobiidae）ウシオグモ亜科（Desinae）に分類されていた。ガケジグモに類する在来種は数種あり、最も普通なのはヤマトガケジグモ（Titanoeca albofasciata）で、乾燥した草地の地面にボロ網を張る。体は5mm程度、黒くて毛の生えた体に、腹部には白い矢筈状の斑紋が並ぶ。
ただし、分類体系の見直し、特に篩板類を分ける扱いの変更に伴い、タナグモ科（Agelenidae）やそれに近い群とこれらとがまとめられ、タナグモ科に入っていたヤチグモ類（Coelotes）がこの科に含まれたり、逆にガケジグモ科の一亜科とされていたウシオグモ亜科がウシオグモ科に昇格されたためにクロガケジグモ属がウシオグモ科に分類されたりと、大きな扱いの変化があった上、現在もその扱いは定まっていない。The World Spider Catalog, Version 10.0はウシオグモ科として扱っている。これに対して、小野(2009)ではガケジグモ科に含めているものの、ガケジグモ科とウシオグモ科の関係がより明らかになるまでの「暫定的」な扱いとも述べている。

## 利害
このクモはオーストラリアでは毒があるとされているが、実質的な害はないようである。日本でも咬傷の例はない。
それ以上に網が屋敷の景観を汚すことで嫌われる。このクモは網を張りっぱなしにして、破れた部分を繕うようにするため、常に網が張ってあり、しかもその様子がボロボロで見てくれのよいものではない。しかも網の主は隙間に潜り込ませた巣穴の中に逃げているため、クモそのものを追い出すのは困難である。従って、いくら網を払っても翌日には元の木阿弥となっている。自動車などでもこの網をまとわせて走っているのを見ることも多い。